# Charles Michels (metropolitana di Parigi)
Charles Michel è una stazione della linea 10 della metropolitana di Parigi.

## La stazione

### Situazione
La stazione, che deve il suo nome al deputato comunista Charles Michels fucilato nel 1941 dai nazisti, è situata sotto la place Charles Michels ed è orientata est-ovest, secondo l'asse dell'avenue Émile Zola.

### Storia
La stazione Beaugrenelle fu inaugurata il 13 luglio 1913 come capolinea provvisorio della linea 8, che fu prolungata sotto la Senna verso la Porte d'Auteuil il 30 settembre dello stesso anno.
Il 27 luglio 1937, la stazione venne trasferita alla linea 10 in occasione della riorganizzazione delle linee 8, 10 e della vecchia linea 14 (Porte de Vanves - Invalides).
Il 14 luglio 1945, come la piazza, perde il suo nome di origine, Beaugrenelle, per il nuovo, Charles Michels. Il nome Beaugrenelle era il nome di un manifesto pubblicitario creato da dei promotori immobiliari del quartiere di Grenelle quando questo conobbe l'apice della sua espansione.

### Accessi
L'unica uscita della stazione è situata alla fine del binario per i treni diretti verso Gare d'Austerlitz e da su:
- 36, rue des Entrepreneurs
- 11, place Charles Michels

## Interscambi
- Bus RATP: 42, 70, 88
- Noctilien (bus notturni): N12, N61